# Arrondissement di Châteaubriant
L'arrondissement di Châteaubriant è una suddivisione amministrativa francese, situata nel dipartimento della Loira Atlantica e nella regione dei Paesi della Loira.

## Composizione
L'arrondissement di Châteaubriant raggruppa 53 comuni in 10 cantoni:
- cantone di Blain
- cantone di Châteaubriant
- cantone di Derval
- cantone di Guémené-Penfao
- cantone di Moisdon-la-Rivière
- cantone di Nort-sur-Erdre
- cantone di Nozay
- cantone di Rougé
- cantone di Saint-Julien-de-Vouvantes
- cantone di Saint-Nicolas-de-Redon